# VI Congresso panrusso dei Soviet
Il VI Congresso straordinario panrusso dei Soviet dei deputati degli operai, dei contadini, dei cosacchi e dell'Armata Rossa si tenne a Mosca dal 6 al 9 novembre 1918. Parteciparono al Congresso 1296 delegati, 963 con diritto di voto. Di questi, 946 erano bolscevichi, 16 erano membri di altri partiti ed uno era un indipendente.

## Risultati delle elezioni[3]
| Liste  | Liste                                | Voti | %     | Seggi |
| ------ | ------------------------------------ | ---- | ----- | ----- |
|        | Partito Comunista Russo (bolscevico) |      | 98,23 | 946   |
|        | Altri partiti                        |      | 1,67  | 16    |
|        | Indipendenti                         |      | 0,10  | 1     |
| Totale | Totale                               |      | 100   | 963   |

## Svolgimento[3]
Lenin fece due rapporti, l'uno riguardo al primo anniversario della rivoluzione d'ottobre, e l'altro riguardo alla situazione internazionale. Nei suoi rapporti, Lenin riassunse i principali successi del primo anno di governo sovietico, ed emanò un programma per la politica interna ed estera. Con la sua risoluzione "Sulla situazione internazionale", il Congresso notò che la 
borghesia internazionale stava consolidando le forze per sopprimere il movimento rivoluzionario che stava crescendo nei Paesi capitalisti e per soffocare il potere sovietico in Russia. La risoluzione evidenziò la necessità di dedicare un'attenzione precisa al rafforzamento dell'Armata Rossa. Il Congresso decise di proporre trattati di pace agli Stati che stavano combattendo contro la Russia (Stati Uniti d'America, Regno Unito, Francia, Italia e Giappone), rese omaggio a "tutti gli operai, contadini e soldati che stanno combattendo per la pace ed il socialismo ed ai loro capi", ed elogiò i soldati ed i comandanti dell'Armata Rossa sul Fronte Orientale per aver riconquistato la città di Iževsk.
Trockij parlò di questioni militari, Zinov'ev della costruzione del potere sovietico nella regione centrale del Paese, dei comitati dei poveri (kombedy) e dei soviet locali, Kurskij dell'osservanza della legalità socialista.
Su suggerimento del Congresso dei comitati dei poveri dell'Oblast' Severnaja, i delegati adottarono il decreto "Sull'organizzazione dei reggimenti modello dei poveri delle campagne". Questi reggimenti sarebbero stati formati "dai più decisi ed affidabili difensori del potere degli operai e dei contadini".
Con l'obiettivo di consolidare il potere sovietico, il Congresso adottò il decreto "Sull'amnistia", che permise il rilascio dei prigionieri politici che non rappresentavano un pericolo per la Repubblica.
Nel decreto sulla costruzione del potere sovietico nella regione centrale, sui comitati dei poveri e sui soviet locali, il Congresso riassunse il lavoro dei comitati dei poveri e ordinò di condurre nuove elezioni in tutti i volost (piccoli distretti rurali) e nei soviet dei paesi. 
Nel decreto "Sulla legalità rivoluzionaria", i delegati chiesero a tutti i cittadini della Repubblica, a tutti i corpi del potere sovietico e a tutti gli ufficiali pubblici di osservare strettamente le norme dello Stato sovietico. 
Il Congresso elesse un Comitato Esecutivo Centrale composto da 207 membri permanenti e 39 in alternanza.